# Thomas van Apshoven
Thomas van Apshoven, ou Thomas van Abshoven, baptisé le 30 novembre 1622 à Anvers et mort en 1664 ou 1665 dans la même ville, est un peintre flamand. 

## Biographie
Fils du peintre Ferdinand van Apshoven le Jeune (en) ou Ferdinand van Apshoven l'Ancien (en) selon les sources, Thomas van Apshoven a probablement été l'élève de David Teniers le Jeune dont il a largement adopté le style, au point que certaines de ses œuvres ont pu être attribuées à Teniers. En 1645, il est admis à la guilde de Saint-Luc d'Anvers. La même année, il épouse Barbara Janssens avec laquelle il a quatre enfants, dont l'un a Jan van Kessel comme parrain. En 1652, il est porte-drapeau de la 6e division de la milice d'Anvers et est nommé capitaine de la 8e division en 1657.

## Œuvres
Thomas van Apshoven est principalement connu pour ses scènes de genre, de fête villageoise, de cabaret ou de corps de garde.